# Moorfleeter Kanal
El Moorfleeter Kanal o Canal de Moorfleet és un canal navegable de 2 quilòmetres al barri de Billbrook al port d'Hamburg a Alemanya. Connecta els canals Tidekanal via el Billwerder Bucht a l'Elba. El canal sense cap resclosa està sotmès al moviment de la marea.

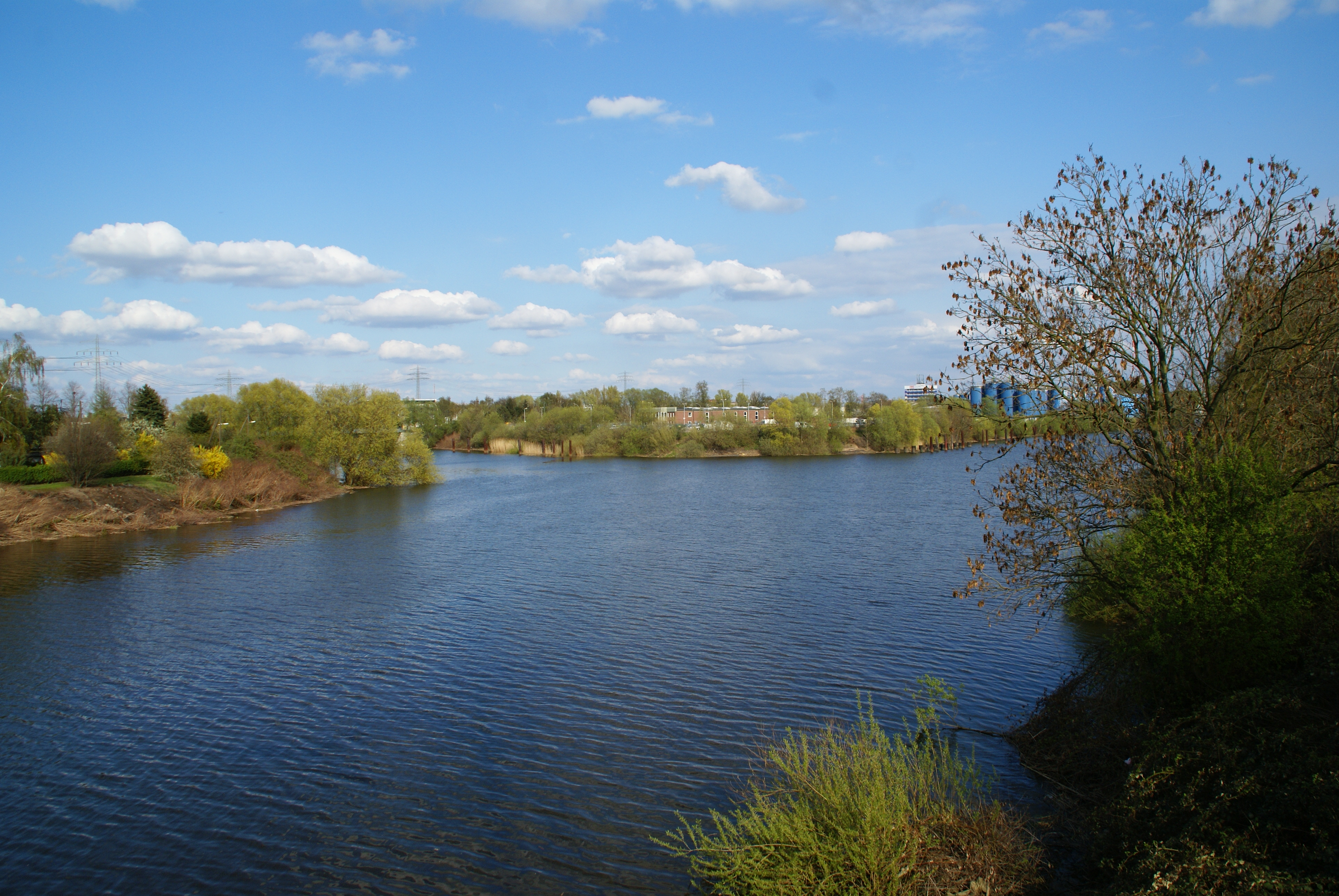
La desembocadura del Tidekanal (esquerra) al canal de Moorfleet

El canal va excavar-se vers la fi del segle xix per a tres raons: desguassar l'aiguamoll de Billbrook, obtenir terra per a alçar els entorns i fer que el nou polígon industrial sigui accessible a gavarres. Vers els anys 1980 va començar a perdre el seu paper pel transport, tot i que sempre hi ha empreses al seu marge que l'utilitzen per a l'aprovisionament.
Vers 1983 un escàndol de pol·lució va esclatar per causa de la fàbrica d'herbicides de la societat Boehringer-Ingelheim establert a prop de la conca de gir a la punta sud del canal. S'hi van trobar dioxines, àcids triclorofenoxiacètics i altres tòxics. Més de 1600 obrers van tenir problemes de salut, dels quals un terç va morir de càncer. El calvari i les discussions de compensació i d'indemnització van continuar fins al 2004 i enllà. La situació va conduir al tancament de la fàbrica el 1984. Un programa de despol·lució de l'emplaçament va començar el 1990. Un primer programa d'obres va fracassar. Finalment es va optar per a terraplenar l'antiga conca de gir a la punta del canal, de contornar-la d'un mur impermeable i de crear una depressió permanent per tal d'evitar que l'aigua pol·luïda traspués vers el canal. En total va haver de treure 1.576 m³ de terres molt contaminades i de 9.200 m³ de llot menys contaminat. En una segona fase, va haver-se de treure uns 110.000 m³ més de llot, també posat a l'antiga conca de gir. Fins avui, la intervenció ha costat més de 7 milions d'euro.

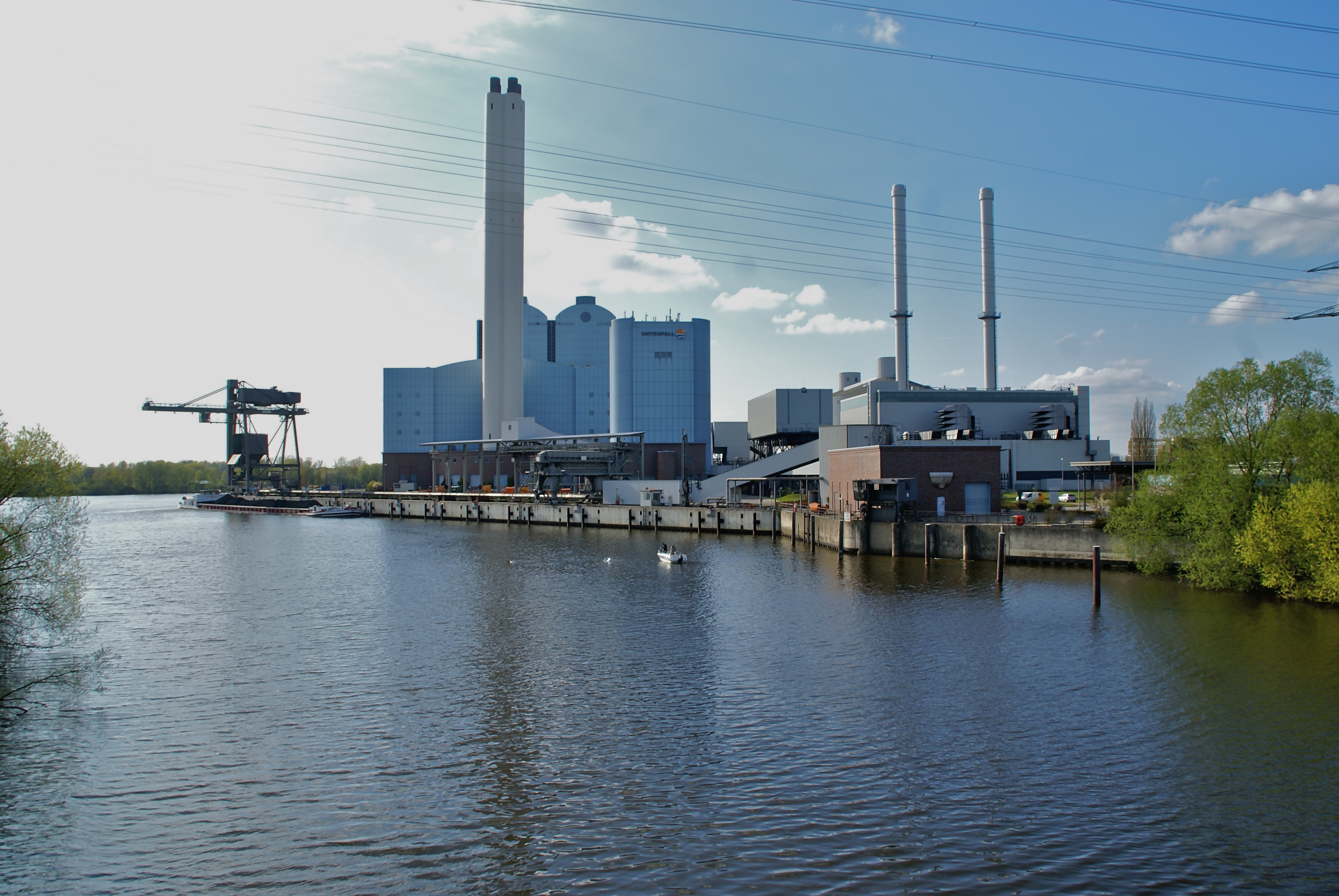
Un bulk-carrier de carbó a la central tèrmica de Tiefstack
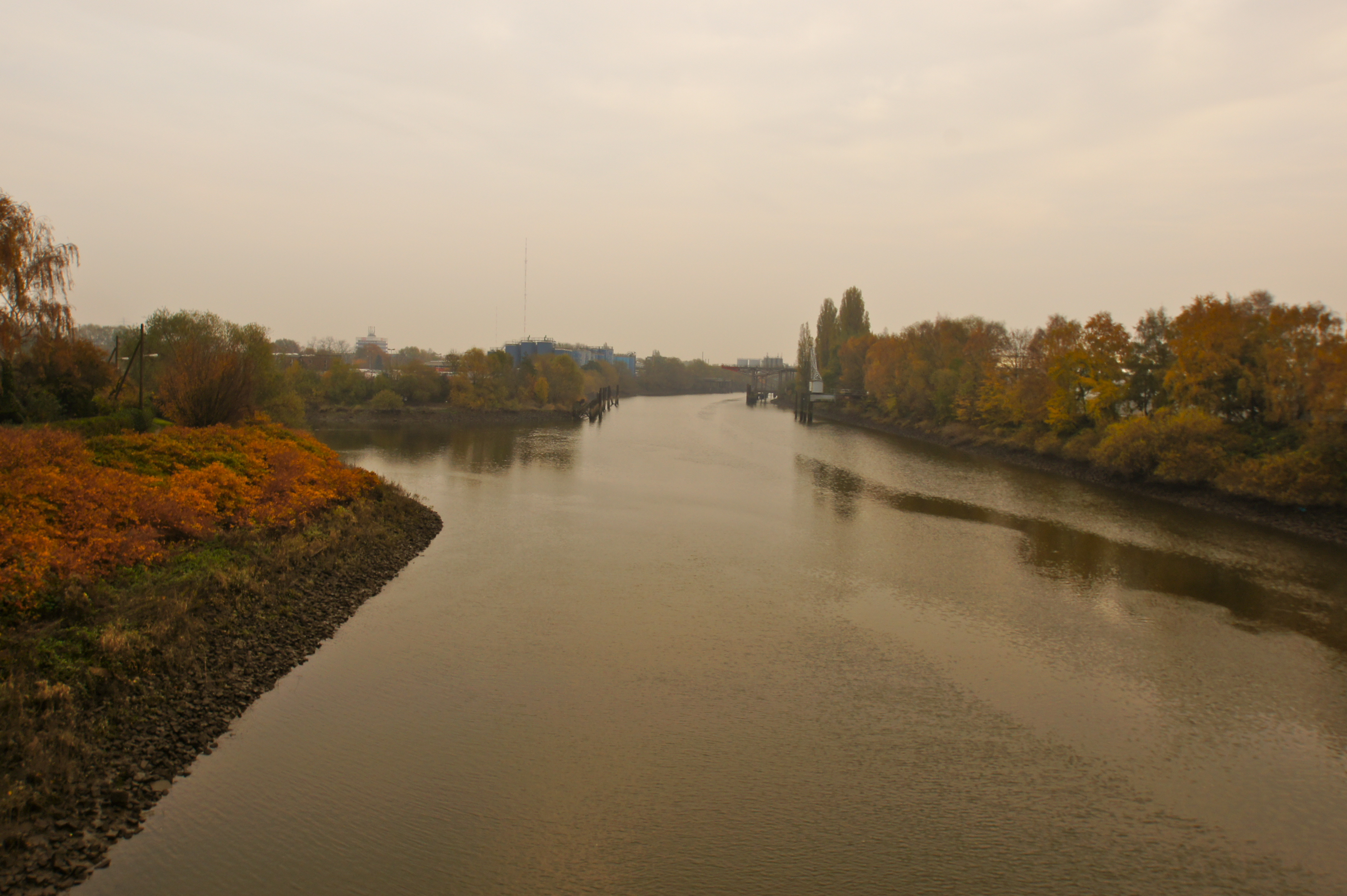
La desembocadura del Tidekanal (esquerra) al tardor